# Kostovita
La kostovita és un mineral de la classe dels sulfurs. Rep el nom en honor d'Ivan Kostov Nikolov (24 de desembre de 1913 - 31 de març de 2004), geòleg, mineralogista i cristal·lògraf de la Universitat de Sofia i abans també al London Imperial College. Va ser president de l'Associació Mineralògica Internacional des de 1982 a fins al 1986.

## Característiques
La kostovita és un sulfur de fórmula química CuAuTe₄. Cristal·litza en el sistema ortoròmbic. La seva duresa a l'escala de Mohs es troba entre 2 i 2,5.
Segons la classificació de Nickel-Strunz, la kostovita pertany a «02.EA: Sulfurs metàl·lics, M:S = 1:2, amb Cu, Ag, Au» juntament amb els següents minerals: silvanita, calaverita, krennerita, berndtita, kitkaïta, melonita, merenskyita, moncheïta, shuangfengita, sudovikovita, verbeekita, drysdal·lita, jordisita, molibdenita i tungstenita.

## Formació i jaciments
Va ser descoberta a la mina d'or i coure de Chelopech, situada a la província de Sofia-Ciutat, Bulgària. Tot i no tractar-se d'una espècie gaire habitual ha estat descrita en tots els continents del planeta a excepció de l'Antàrtida.